# Pteroglossus castanotis
Pteroglossus castanotis là một loài chim trong họ Ramphastidae.